# Pedesina
Pedesina ist eine italienische Gemeinde in der Provinz Sondrio in der Region Lombardei.  

## Lage und Einwohner
Die Gemeinde Pedesina liegt rund 36 Kilometer südwestlich von der Provinzhauptstadt Sondrio auf 1.032 m Höhe an den Hängen des 2.496 m hohen Monte Rotondo.  
Die Nachbargemeinden sind Bema, Gerola Alta, Premana, Rasura und Rogolo.

### Bevölkerungsentwicklung
Mit 30 Einwohnern (Stand: 31. Dezember 2011) war Pedesina die kleinste Gemeinde Italiens. Die Gemeinde Morterone in der Provinz Lecco hatte 2011 31 Einwohner. Bei der Zählung 2021 waren beide mit je 35 Einwohner die kleinsten Gemeinden Italiens.

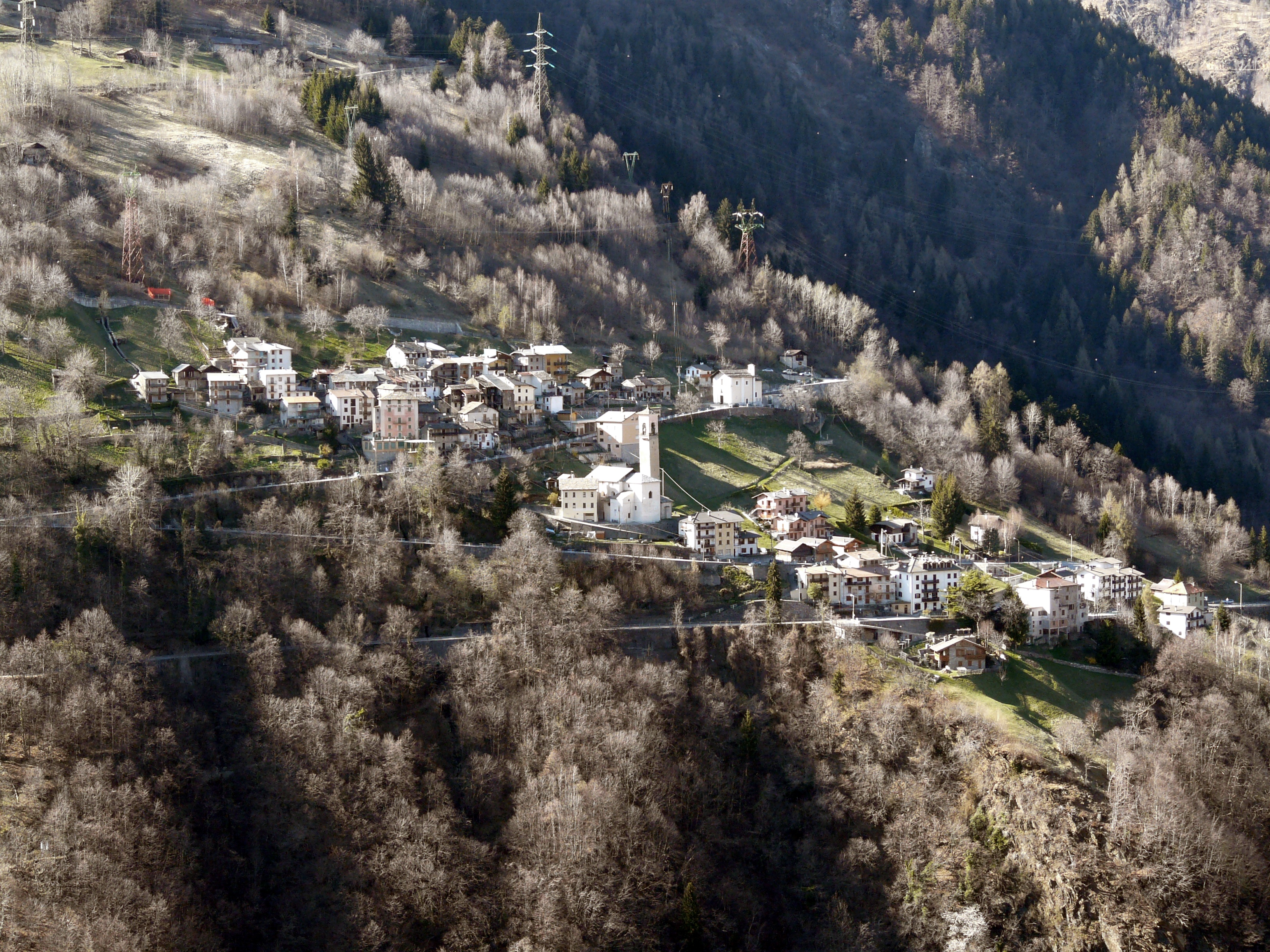
Das Dorf Pedesina

## Gemeindepartnerschaften
- Melissa, Provinz Crotone

## Sehenswürdigkeiten
In der Pfarrkirche Sant’Antonio da Padova gibt es eine Holzikone aus dem 17. Jahrhundert und ein Fresko von Cipriano Valorsa (1564).